# Matchless Silver Hawk

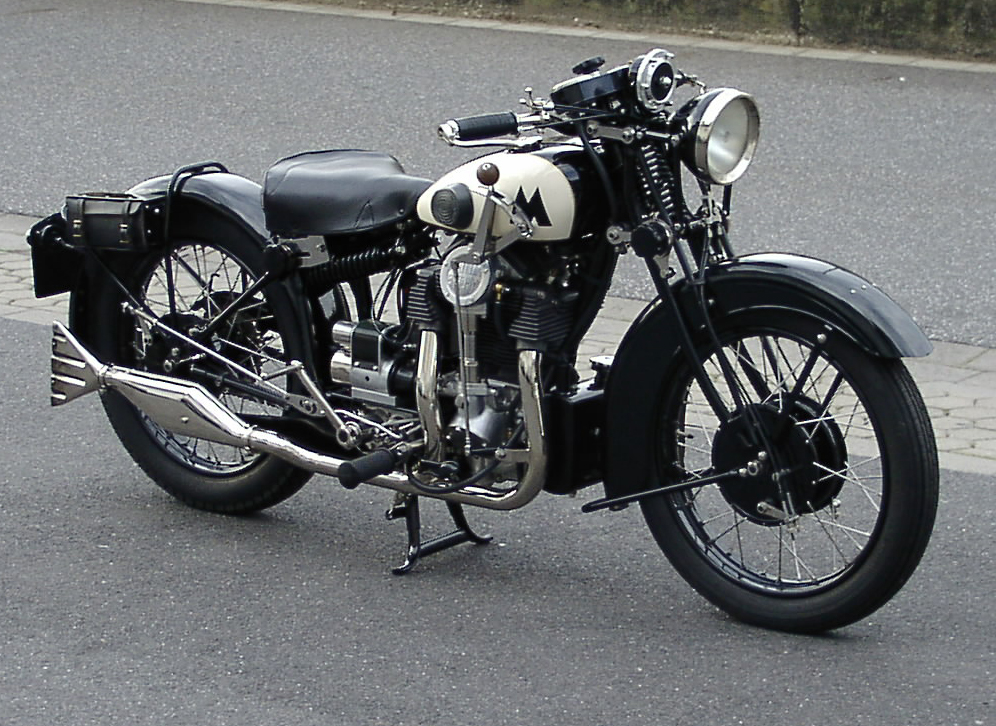
Matchless Silver Hawk

Die Matchless Silver Hawk ist ein Motorrad des britischen Herstellers Matchless, das im November 1930 auf der Olympia Motor Show in London erstmals präsentiert wurde. Als Besonderheit hat es einen luftgekühlten V-Vierzylinder-Viertakt-Motor.
Der Motor wurde von Bert und Harry Collier entwickelt. Der Motor mit einer Leistung von 26 PS hat einen Hubraum von 592 cm³ und einen Zylinderwinkel von 18 Grad. Der Motor war eine Weiterentwicklung des Zweizylindermotors aus der Matchless Silver Arrow. Die Kurbelwelle ist dreifach gelagert. Die vier Kolben laufen in einem Zylinderblock. Der Motor hat eine obenliegende Nockenwelle, die von einer Königswelle angetrieben wird. Die Nockenwelle betätigt über Kipphebel die Ventile. Jeweils die vorderen und hinteren Zylinder entlassen die Auspuffgase in einen gemeinsamen, stark verrippten Sammler. Die Krümmer laufen hinter dem Motor zusammen; die Abgase strömen durch einen gemeinsamen Schalldämpfer. Der Motor wird durch eine Trockensumpfschmierung mit Öl versorgt. 
Das Viergang-Getriebe stammt von Sturmey-Archer und wird mit der Hand geschaltet. Im letzten Modelljahr gab es gegen Aufpreis auch eine Fußschaltung. Der Sekundärantrieb erfolgt über eine in einem geschlossenen Kettenkasten laufende Kette, die durch einen federbelasteten Kettenspanner gespannt wird.
Weitere Besonderheit zu jener Zeit ist die Hinterradfederung mit zentralem Feder- und Dämpfungselement und das Integralbremssystem, bei dem der Fußbremshebel gleichzeitig die Vorderradbremse betätigt.
Durch die Weltwirtschaftskrise war dem Motorrad kein wirtschaftlicher Erfolg beschieden. Die Fertigung wurde daher bereits 1935 nach nur 546 produzierten Einheiten wieder eingestellt.

## Technische Daten
- Leistung: 26 PS
- Hubraum: 592 cm³
- Bohrung: 50,8 mm
- Hub: 73 mm
- Gewicht: 172 kg
- Radstand: 1422 mm
- Höchstgeschwindigkeit: 122 km/h